# Tom Hooper (músico)
Tom Hooper, compositor y músico canadiense, hermano de Chris Hooper.
Era miembro de The Grapes of Wrath, una de las más famosas bandas canadienses a fines de los 80's y a inicios de los 90's, escribió algunas canciones de la banda con Kevin Kane. Cuando Kane dejó la banda Acrimoniously en 1992, Hooper y el resto de la banda continuaron con el nombre de Ginger. Hooper y Kane se reconciliaron y grabaron el nuevo álbum de The Grapes of Wrath en el 2000.
Más tarde, en el 2002, Hooper lanzó un nuevo álbum como solista, The Unexplored Cosmos.